# PT艇

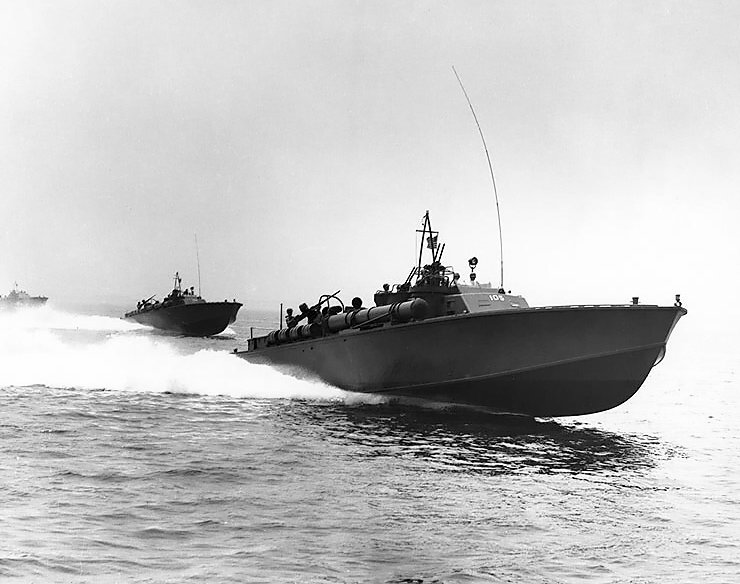
全速巡航的PT-105

PT艇是美國海軍於二戰中使用的魚雷快艇之稱呼（依照艦船類別代號，PT為「魚雷巡邏艇」[Patrol Torpedo]之縮略），其作戰思維為以快艇之速度及機動性規避大型軍艦炮火並於近距離發射魚雷將其擊傷擊沉。PT艇中隊於美軍內部被暱稱為「蚊子艦隊」，而日軍則稱之為「惡魔艇」。
一戰時期的魚雷艇仍採取排水式船體設計，艦艇最高排水量可達300噸，最高時速可達25-27節（29-31英里/46-50公里）。而在二戰中使用的PT艇是採取與快艇一樣的滑行式船體設計，這種船體設計最初是因競速快艇開發，重量比前代設計的傳統魚雷艇更小（30-75噸）、且使用飛機的V型引擎獲得更佳的推重比，船隻時速更快（35-40節）、而且造價亦更為低廉。這兩種船體設計目的都是利用它們相對較快的速度用來趨近較大的戰鬥船艦用魚雷進行打擊，而其較小的尺寸使它們較不易被發現和被炮火擊中。即使不幸於海戰中損毀甚至沉沒，其造價亦遠遠低於常規的大型戰艦。
在二戰中，美國的PT艇主要於太平洋戰場與日本海軍作戰，從無武裝的商船、補給艦到武裝嚴密的航空母艦、戰艦都有。PT艇也被用作炮艇來攻擊敵人小型船艦，如於島嶼間來回運輸的日軍裝甲駁船。

## 歷史
1938年7月11日，美國海軍針對四種不同的快艇船型發布了競稿競賽：165-英尺（50-）的獵潛艦、110-英尺（34-）的獵潛艦、70-英尺（21-）的魚雷艇與54-英尺（16-）的魚雷艇。進入最終決選設計的方案可獲得1,500美元獎金。此一競賽將在1939年3月30日公布結果。
至1938年9月，美國海軍已經收到24分54英呎版本快艇設計與13分70英呎快艇設計。海軍挑選了3種54英呎、5種70英呎的船型設計進行複賽。
1939年3月21日，海軍宣佈史帕克曼與史帝芬斯公司的設計贏得了70英呎級的競賽，而喬治·克勞奇（George Crouch）為亨利·B·奈文斯公司進行的設計，贏得了54英呎級的競賽。
第一份訂單于1939年5月25日下給位於新奧爾良的希金斯造船廠，快艇舷號分別是PT 5和PT 6（採用政府要求的史帕克曼（Sparkman）和史地芬斯（Stephens）的設計，調整至全長81英尺（25））。在1939年6月，訂單下給芙戈船場公司（Fogal Boat Yard, Inc.，之後改名為邁阿密造船公司（Miami Shipbuilding Co.）），製造PT-1和PT-2；而位於密西根洲底特律的費雪船舶工場（Fisher Boat Works），則製造PT-3和PT-4。最後這四艘船基本上是克勞奇的設計，經過船舶局的修改。同時，費城海軍造船廠開始生產由船舶局設計的PT 7和PT 8。結果，進行生產後發現這些設計都達不到海軍所期待的性能。
在這段期間，和海軍的官員進行過會談後，在有機會贏得新合約的狀況下，電驅船艇公司（Electric Boat Company）的亨利·R·斯圖芬（Henry R. Sutphen）和公司內的設計師（艾文·雀斯（Irwin Chase），比爾·福蘭明（Bill Fleming）和葛蘭維爾·翠曼（Glenville Tremain））應美國海軍要求在1939年2月赴英國考察，了解英國的魚雷艇研製狀況。在英國快艇公司，考察團購買了1艘70英呎規格的魚雷快艇設計，該設計公司代號PV70，由競艇選手修伯特·史考特潘（Hubert Scott-Paine）所設計，返國後代號更名為PT-9，該設計為後來電驅船艇公司所製造的PT艇原型。

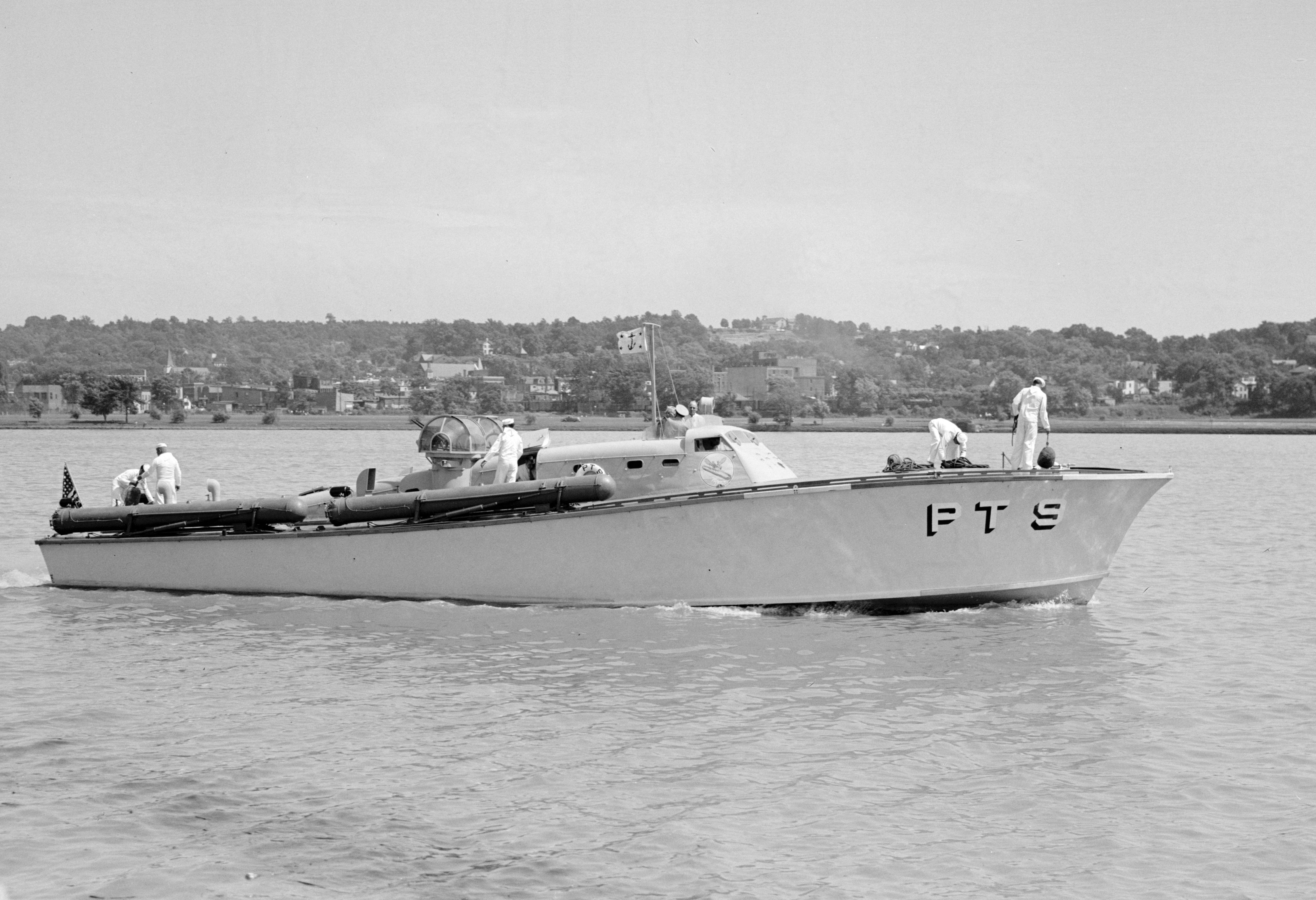
PT-9，1940年六月

從英國購買而來的PT-9於1939年9月5日到達美國。此時，只有PT 1和PT 8實際上正在生產，而沒有人確定這些船究竟表現如何，PT-9成為選項之一。PT-9與國內打造的一系列PT艇競爭，於1939年11月1日PT-9在惡劣環境進行測試，其出色表現為電子船艇公司贏得了11艘量產艇合約。

### 夾板競賽
海軍的審視暨調查委員會（Board of Inspection and Survey）決定要進行比較性的測試。在1941年7月21到24日，下列這些船在新倫敦外進行了測試：
- PT 6：81英尺（25）。希金斯；三部帕卡德（Packard）1200馬力引擎。
- PT 8：81英尺（25）。費城海軍造船廠；鋁製船體;兩部艾莉森（Allison）2000馬力引擎，一部霍爾-史考特（Hall-Scott）550馬力引擎。
- PT 20：77英尺（23）。電子船艇公司；三部帕卡德1200馬力引擎；裝有特製的推進器；船身支架和甲板經過特別強化。
- PT 26, 30, 31, 33：和PT-20相同，不過是使用標準推進器，沒有經過特別強化。
- PT 69：72英尺（22）。修金斯；四部帕卡德1200馬力引擎。
- PT 70：76英尺（23）。希金斯；三部帕卡德1200馬力引擎。
- MRB-8：70英尺（21）。由希金斯為英國製造的船；三部霍爾-史考特（Hall-Scott）900馬力引擎。

這個測試包含了一個項目：在空曠的海上進行190英里（310,000）的全速行駛，之後被PT相關人員稱為"Plywood Derby"（夾板競賽）。這個項目在康涅狄格州新伦敦附近開始，到Sarah Ledge，再繞過布洛克島的東端，而後到火島燈船，最後在蒙托克汽哨航標（Montauk Point Whistling Buoy）結束。
競賽用來判斷哪家公司將贏得生產海軍PT艇的訂單。電子船艇公司的77英尺級（PT 20）獲得首位，再來是希金斯的76英尺級（PT 70）和修金斯的72英尺級（PT 69）。雖然電子船艇公司贏得第一，不過海軍看到了另兩種設計的優點，因此這三家公司都獲得了訂單。電子船艇公司生產的量最大，350艘，希金斯負責199艘，修金斯負責18艘。
電子船艇公司會獲得優勢，可能可以歸功於他們在小型船隻生產上的經驗：曾在一戰時為英國皇家海軍製造了550艘80英尺（24）的潛艇驅逐艇（Submarine chaser）。此外在1921年，他們引進了著名的26英尺（7.9）的"Cruisette"（一種汽油的cabin cruiser）。隨後，他們又推出了30英呎至50英呎的"Veedettes"和"Flattops"，為這船艇活動的黃金時代設下了最高標準。這些經驗幫助電子船艇公司獲得了生產10艘基於70英尺（21）史考特潘設計的PT艇。這些70英呎的船經過測試，認為在遠海活動上過輕，不過電子船艇公司得到了24艘加長的77英尺（23）設計的合約。

#### 電子船艇公司
電子船艇公司為海軍在二戰中生產的PT艇是三種中最大型的。

### 註解
1. ↑  .   [2011-01-21]. （原始内容存档于2008-05-06）.
2. ↑  .   [2011-01-21]. （原始内容存档于2013-06-22）.